# Bezgarji
Bezgarji este o localitate din comuna Osilnica, Slovenia, cu o populație de 9 locuitori.